# Catena protone-protone

Sezioni d'urto dei processi di nucleosintesi al variare della temperatura: il ciclo del carbonio (CNO) richiede in media una temperatura più alta della catena protone protone. Si nota che il Sole ha una temperatura che si trova poco al di sotto della soglia di transizione verso il ciclo del carbonio.

Schema delle reazioni della catena pp.

La catena protone-protone è un processo chimico nucleare che trasforma i nuclei di idrogeno (protoni) in nuclei di elio. Il processo fu ipotizzato nel 1939 dal fisico e astronomo tedesco Hans Albrecht Bethe. Il ciclo protone-protone rappresenta la sorgente di energia principale per la maggior parte delle stelle dell'universo, compreso il Sole nel quale questa catena è il processo predominante. Un altro processo che porta alla formazione di elio partendo da idrogeno è il ciclo CNO.

## Catena delle reazioni
Nel primo passaggio due nuclei di idrogeno 1H (protoni) si fondono per formare un nucleo di deuterio 2H, rilasciando un positrone (poiché un protone è diventato un neutrone) ed un neutrino (decadimento β+). La reazione è la seguente:
p+ + p+   →   2H+ + e+ + νe
con il neutrino che porta un'energia che varia da 0 a 0,42 MeV.
Questo primo passaggio è estremamente lento per due motivi: il primo è che per i due protoni è necessario superare la barriera coulombiana (repulsione elettrostatica), e ciò può avvenire unicamente per effetto tunnel (che ha una probabilità bassa anche se non nulla), e perché il decadimento da due protoni a deuterio è mediata dall'interazione debole che converte un protone in un neutrone. Questo è il collo di bottiglia di tutta la catena: alle temperature del nucleo del Sole un protone deve aspettare in media circa 109 anni prima di fondersi con un altro a dare un nucleo di deuterio.
Il positrone si annichila immediatamente con un elettrone, e le loro masse a riposo sono trasformate in due raggi gamma.
e+ + e− → 2γ per energia totale di almeno 1,022 MeV pari alla massa a riposo delle due particelle
Dopo la produzione di deuterio nel primo passaggio esso si può fondere con un altro nucleo di idrogeno per produrre un isotopo leggero dell'elio, l'3He:
2H + 1H → 3He + γ + 5,49 MeV
Da qui tre differenti rami portano alla formazione dell'isotopo dell'elio 4He. In pp1 l'elio-4 viene dalla fusione di due nuclei di elio-3; gli altri rami, pp2 e pp3 richiedono elio-4 prodotto nel pp1; entrambe presentano differenti percorsi che il Berillio-7 può seguire. Nel Sole, il ramo pp1 ha una frequenza del 91%, pp2 9% e pp3 0,1%.

Tabella con i vari rami della catena

### Ramo pp I
3He +3He → 4He + 1H + 1H + 12,96 MeV
Il completamento della catena pp I rilascia un'energia netta di 26,73 MeV.

Il ramo pp I è dominante a temperatura tra 10 e 14 MK. Sotto i 10 MK, la catena pp non produce più 4He.

### Ramo pp II
| 3He + 4He | → | 7Be + γ   |
| 7Be + e−  | → | 7Li + νe  |
| 7Li + 1H  | → | 4He + 4He |

Il ramo pp II è dominante a temperature tra 14 e 23 MK.
Il 90% dei neutrini prodotti nella reazione 7Be(e−,νe)7Li* portano un'energia di 0,861 MeV, mentre il rimanente 10% un'energia di 0,383 MeV (dipende dal fatto che il litio-7 sia in uno stato eccitato o meno).

### Ramo pp III
| 3He + 4He | → | 7Be + γ       |
| 7Be + 1H  | → | 8B + γ        |
| 8B        | → | 8Be + e+ + νe |
| 8Be       | ↔ | 4He + 4He     |

Il ramo pp III è dominante a temperature maggiori di 23 MK.
Il ramo pp III non è la maggiore sorgente di energia per il Sole (poiché la temperatura del nucleo non è abbastanza alta) ma è molto importante per il problema dei neutrini solari poiché genera i neutrini a più alta energia (≤14.06 MeV).

### Ramo pp IV o Hep
In questo caso l'elio-3 reagisce direttamente con un protone per dare elio-4
3He + 1H → 4He + νe + e+

### Energia rilasciata
Confrontando la massa dell'elio-4 finale con le masse dei quattro protoni si ottiene che lo 0,7% della massa originaria è persa. Questa massa è convertita in energia, in particolare in raggi gamma, in energia cinetica dei prodotti e dei neutrini rilasciati durante le reazioni individuali. L'energia totale che si ottiene da un ramo intero è di 26,73 MeV.
Solo l'energia rilasciata sotto forma di raggi gamma può interagire con gli elettroni e i protoni e scaldare l'interno del Sole. Questo riscaldamento fa sì che il Sole non collassi sotto il suo peso.

## Reazione pep
Il deuterio può anche essere prodotto tramite una rara reazione di cattura elettronica pep (protone-elettrone-protone):
1H + e− + 1H → 2H + νe
Nel Sole, la frequenza della reazione pep è 1/400 della pp. Tuttavia i neutrini rilasciati sono molto più energetici: mentre i neutrini prodotti nel primo passaggio della pp vanno da 0 a 0,42 MeV, i neutrini della pep producono una linea stretta a 1,44 MeV.